# 무변론판결
무변론판결(無辯論判決)이란 피고가 답변서 제출기간 이내에 답변서를 제출하지 아니하거나 답변서를 제출하였더라도 원고의 주장사실을 모두 자백하는 취지이고 따로 항변을 하지 아니한 때, 법원은 원고가 소장에서 주장한 사실을 피고가 자백한 것으로 보아 변론 없이 곧바로 선고 기일을 지정하여 판결을 선고하는 것을 말한다. 2002년 개정 민사소송법은 소송경제를 도모하고 당사자의 의사를 존중하며, 집중심리제도의 실효성을 확보하기 위해 도입하였다.
법원은 피고에게 소장 부본을 송달할 때에 위 규정에 따라 변론 없이 판결을 선고할 기일을 함께 통지할 수 있다. 다만무 변론판결이 곧 원고 승소판결을 의미하는 것은 아니다. 주장 자체로 원고의 청구가 이유 없는 경우 등에는 원고 승소판결을 할 수 없다. 한편, 직권으로 조사할 사유가 있거나 판결이 선고되기까지 피고가 원고의 청구를 다투는 취지의 답변서를 제출한 경우에는 무 변론판결을 할 수 없다. 또한 사건이 무 변론판결을 하기에 적합하지 않은 경우에는 법원이 변론 기일을 지정하거나 보정명령을 발령하는 방식으로 후속절차를 진행한다.

## 요건
1. 피고가 소장부본 송달을 받은 날로부터 30일 이내에 답변서를 제출하지 아니하거나 자백하는 취지의 답변서를 제출하고 항변을 제출하지 아니할 것
2. 무변론판결의 예외에 해당하지 아니할 것: 공시송달사건(법 제256조 제1항 단서), 직권조사사항이 있는 사건, 당사자의 주장에 구속받지 아니하는 형식적 형성소송이나, 자백간주의 법리가 적용되지 아니하는 사건, 판결선고기일까지 피고가 원고의 청구를 다투는 취지의 답변서를 제출하는 경우
3. 원고승소판결의 요건을 갖출 것

## 참고 문헌
- 조상희, 『법학전문대학원 민사소송법 기본강의』. 한국학술정보(주), 2009. ISBN 9788953423077
- 법원 "분풀이용 소송 막자" 무변론판결 등 활용, 서울경제, 김경미, 2013.07.30[깨진 링크(과거 내용 찾기)]

## 같이 보기
- 대한민국 민사소송법 제257조